# Sławno (gemeente in powiat Sławieński)
De gemeente Sławno is een landgemeente in het Poolse woiwodschap West-Pommeren, in powiat Sławieński.
De gemeente telt 22 administratieve plaatsen (solectwo): Bobrowice, Bobrowiczki, Boleszewo, Brzeście, Gwiazdowo, Janiewice, Kwasowo, Łętowo, Noskowo, Pomiłowo, Radosław, Rzyszczewo, Sławsko, Smardzewo, Stary Kraków, Tokary, Tychowo, Warszkowo, Warszkówko, Wrześnica, Żabno en Żukowo
Zetel van de gemeente is in de stad Sławno, deze stad behoort echter niet tot de gemeente.
De gemeente beslaat 27,2% van de totale oppervlakte van de powiat.

## Demografie
Stand op 30 juni 2004:
| Omschrijving                   | Totaal | Totaal | Vrouwen | Vrouwen | Mannen | Mannen |
| ------------------------------ | ------ | ------ | ------- | ------- | ------ | ------ |
| eenheid                        | aantal | %      | aantal  | %       | aantal | %      |
| inwoners                       | 8802   | 100    | 4367    | 49,6    | 4435   | 50,4   |
| bevolkingsdichtheid (inw./km²) | 31     | 31     | 15,4    | 15,4    | 15,6   | 15,6   |

De gemeente heeft 15,2% van het aantal inwoners van de powiat. In 2002 bedroeg het gemiddelde inkomen per inwoner 1349,08 zł.

## Plaatsen zonder de statussołectwo
Boleszewo-Kolonia, Borzyszkowiec, Chomiec, Emilianowo, Graniczniak, Grzybno, Gwiazdówko, Krakowiany, Pątnowo, Przemysławiec, Rzyszczewko, Waliszewo, Warginia, Warszkowo-Kolonia, Żukówko.

## Aangrenzende gemeenten
- Sławno (miejska), Darłowo, Malechowo en Postomino in powiat Sławieński
- Polanów in powiat Koszaliński
- Kępice en Kobylnica in powiat Słupski województwa pomorskiego.